# Minot SkyRockets
I Minot SkyRockets sono stati una società professionistica di pallacanestro statunitense.
Fondati nel 2005 a San Jose, California, come San Jose SkyRockets, hanno partecipato alla stagione 2005-06 dell'ABA 2000, ottenendo un record finale di 29-5 e raggiungendo le semifinali, nelle quali furono sconfitti dai Rochester Razorsharks per 106-103.
L'anno successivo si trasferirono a Minot, nel Dakota del Nord, e disputarono il campionato della Continental Basketball Association. In quest'ultima lega militarono per 3 stagioni, raggiungendo la finale di lega nel 2008. Nel 2009, in seguito ai problemi economici della CBA, la franchigia è stata sciolta.

## Stagioni
| Stagione | Lega     | Denominazione       | V  | P  | %    | Piazzamento | Play-off   |
| -------- | -------- | ------------------- | -- | -- | ---- | ----------- | ---------- |
| 2005-06  | ABA 2000 | San Jose SkyRockets | 29 | 5  | 85,3 | 1º          | Semifinale |
| 2006-07  | CBA      | Minot SkyRockets    | 31 | 17 | 64,6 | 2º          | -          |
| 2007-08  | CBA      | Minot SkyRockets    | 42 | 13 | 76,4 | 1º          | Finale CBA |
| 2008-09  | CBA      | Minot SkyRockets    | 6  | 9  | 40,0 | 4º          | -          |